# Кућа у Ул. Петра Драпшина бр. 48
Кућа у Ул. Петра Драпшина бр. 48 у Новом Саду представља непокретно културно добро као споменик културе.
Високопартерна стамбена зграда подигнута је на углу улица Петра Драпшина и Лазе Kостића. Ова породична кућа подигнута је крајем 19. или почетком 20. века, на месту порушеног старијег објекта. Подигнута је према пројекту непознатог архитекте у неоготичком стилу. У земљишним књигама из 1906. године, кућа је уписана на име Левенбергера Мороа.
На фасади су заступљени разноврсни декоративни елементи: готички тролист, преплет и преломљени лук на отворима, конзоле по угледу на ренесансу, тордирани пиластри уз прозорске отворе по угледу на барок. Угаони део куће наглашен је четворосливном куполом ( покривеном плочицама од цинк-лима) и неоготичким прозорима преломљеним у темену. Овај део је пројектован са посебном пажњом како би био истакнут репрезентативни карактер објекта. Улазна врата на средини фасаде из улице Петра Драпшина такође су конструктивно и декоративно јединствено решена.
Током осме деценије 20. века, испод наслага малтера одпалог са фасаде појавила се сликана флорална орнаментика, што представља јединствено, спољашње декоративно сликарство на територији Града.